# Stephen Colbert

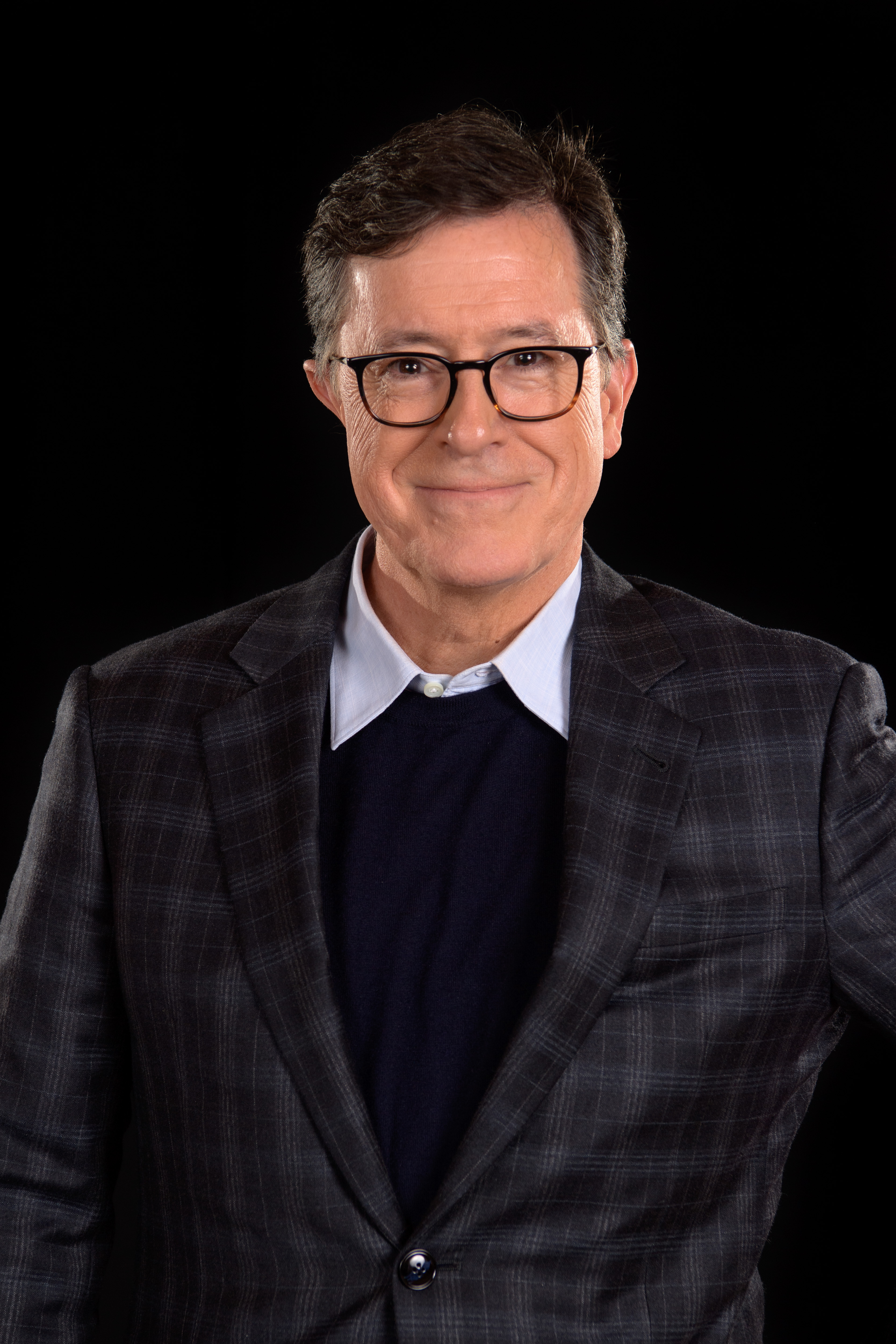
Stephen Colbert (2019)

Stephen Tyrone Colbert [koʊlˈbɛər] (* 13. Mai 1964 in Washington, D.C.) ist ein US-amerikanischer Satiriker und Moderator. Er wurde für seine Auftritte in der Daily Show bekannt, bevor er von 2005 bis 2014 die Nachrichtensatire The Colbert Report moderierte. In dieser spielte er die satirisch überzeichnete Rolle der Kunstfigur eines demagogischen rechtspopulistischen Fernsehmoderators. 
Mitte 2011 trat er (vorgeblich) selbst in den Präsidentschaftswahlkampf ein und begann anhand von selbstgegründeten Wahlkampfspendenorganisationen die Funktionen und Dysfunktionalitäten der amerikanischen Wahlkampffinanzierung offenzulegen. Seit September 2015 moderiert er als Nachfolger von David Letterman die Late Show. 

## Leben
Colbert wuchs in Charleston in einer irischstämmigen römisch-katholischen Familie auf. Er war das jüngste von elf Kindern. Seine Mutter Lorna Colbert (1920–2013) war Hausfrau, sein Vater Arzt und stellvertretender Dekan der medizinischen Fakultät der Yale University, Dekan der Saint Louis University und schließlich Vizepräsident für akademische Angelegenheiten an der Medical University of South Carolina. Colbert beschrieb seine Eltern in Interviews als gläubige Menschen, die Intellektualismus schätzten und ihren Kindern beibrachten, dass man die Kirche in Frage stellen und trotzdem katholisch sein könne. 1974 kam der Vater zusammen mit zwei seiner Söhne bei einem Flugzeugabsturz ums Leben. Die drei befanden sich auf dem Weg zur Einschulung.

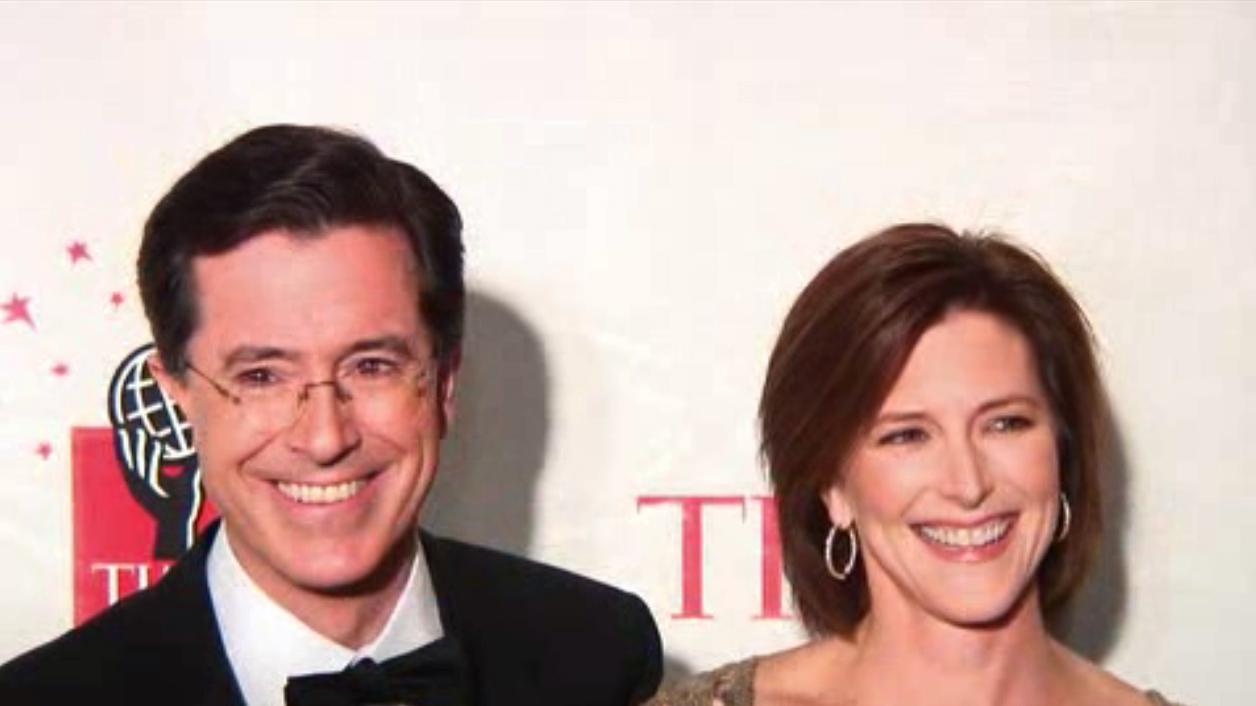
Stephen Colbert und seine Ehefrau Evelyn McGee-Colbert (2006)

In Charleston besuchte Colbert die private Porter-Gaud School. Im Anschluss studierte er zwei Jahre Philosophie am Hampden-Sydney College im Ort gleichen Namens in Virginia, wechselte aber später an die School of Communication der Northwestern University in Chicago, wo er Schauspiel studierte und 1986 einen Abschluss machte. Während seiner Studienzeit war Colbert Mitglied einer Improvisationstruppe am Theater I. O. Chicago. Nach dem College war er Mitglied bei The Second City und nahm dort auch weiteren Unterricht.
Er ist mit Evelyn McGee-Colbert verheiratet, mit der er drei Kinder hat. Er beschreibt sich selbst als Anhänger der Demokraten.

## Fernsehkarriere
Stephen Colbert war Darsteller und Autor der Serien Exit 57 (1995–1996), The Dana Carvey Show (1996) und Strangers with Candy (1999–2000). In den Serien Harvey Birdman und Crank Yankers hat er regelmäßige Gastrollen. Daneben trat er auch schon in Whose Line Is It Anyway? auf und arbeitete als Autor für Saturday Night Live.
Große Bekanntheit brachte ihm seine Rolle in der satirischen Nachrichtensendung The Daily Show with Jon Stewart bei Comedy Central ab 1997. Dort entwickelte er die Kunstfigur „Stephen Colbert“ und agierte als Korrespondent, der über Geschehnisse in der Welt berichtet. Anfangs trat „Stephen Colbert“ dabei – insbesondere in Wortgefechten mit Steve Carell – mitunter durchaus auch noch scheinbar für überzeichnete liberale Standpunkte ein, um auch diese bloßzustellen; erst nach dem Ende der Präsidentschaft von Bill Clinton wurde daraus zunehmend eine Parodie dezidiert rechtspopulistischer Positionen. Ein weiteres Segment der Show, in dem er auftrat, war This Week in God, worin er sich mit aktuellen religiösen Themen auseinandersetzte. In einigen Ausgaben der Sendung, für die Jon Stewart nicht zur Verfügung stand, übernahm er die Moderation.
2005 verließ Colbert die Daily Show, um für Comedy Central ein eigenes Spin-off zu produzieren: Zwischen Oktober 2005 und Dezember 2014 moderierte er The Colbert Report. Colbert parodierte darin rechtspopulistische Kommentatoren wie Bill O’Reilly (The O’Reilly Factor), Rush Limbaugh (The Rush Limbaugh Show) oder Sean Hannity (Hannity bzw. Hannity's America), indem er sich als einer von ihnen ausgab und durch Übertreibung ihre manipulative Fragetechnik bloßstellte. Die Sendung konnte sich bereits innerhalb weniger Wochen als eine der meistgesehenen Shows des Senders etablieren. Ein beliebtes Colbert-Zitat lautet: „Ich glaube nicht an die Realität. Sie ist ja bekannt für ihre linksliberalen Tendenzen.“
In der ersten Sendung von The Colbert Report am 17. Oktober 2005 prägte er das Wort Truthiness für eine „Wahrheit“ (engl. truth), die nicht mit dem Verstand, sondern nur mit „Herz“ oder „Bauch“ empfunden wird. Truthiness wurde von der American Dialect Society zum Wort des Jahres 2005 gewählt.
Die Zeitschrift Time zählte Colbert im Frühjahr 2006 zu den 100 einflussreichsten Persönlichkeiten des Jahres. Im April 2006 durfte Colbert anlässlich des traditionellen Dinners der White House Correspondents’ Association eine Rede in Gegenwart von George W. Bush halten, die aufgrund der satirisch verbrämten, aber sehr heftigen Angriffe auf die Regierung Bush für großes Aufsehen sorgte, jedoch sehr unterschiedlich beurteilt wurde: Bush-freundliche Kommentatoren übergingen die Rede teils gänzlich oder versuchten, sie als unhöflich und unkomisch darzustellen, wohingegen Gegner Bushs nicht nur eine vernichtende Kritik der Regierung und der oft allzu unkritischen Medien in Washington, sondern auch eine satirische und komödiantische Meisterleistung feierten. Der Auftritt wurde kurz danach die am häufigsten heruntergeladene Datei bei iTunes.
Im Juni 2006 wurde Colbert die Ehrendoktorwürde (Doctor of Fine Arts) vom Knox College verliehen. Die Hörbuchversion seines satirischen Buches America Again: Re-becoming the Greatness We Never Weren't, das Ende 2012 veröffentlicht wurde, wurde bei den Grammy Awards 2014 in der Kategorie Sprache ausgezeichnet. Im 2013 erschienenen Film Der Hobbit: Smaugs Einöde sind Colbert und seine Kinder in kurzen Auftritten in Seestadt zu sehen.
Als Colbert im Herbst 2015 die Late Show übernahm, fiel es ihm zunächst schwer, sich in dieser Rolle zurechtzufinden. Bewährte Elemente aus dem Colbert Report konnte er nicht zuletzt aus juristischen Gründen nicht übernehmen. Im September 2016 erreichte er täglich durchschnittliche Zuschauerzahlen von 2,16 Millionen, deutlich weniger als vom Sender erhofft, während sein hauptsächlicher Rivale Jimmy Fallon 3,2 Millionen Zuschauer hatte. Mit der überraschenden ersten  Wahl von Donald Trump zum US-Präsidenten änderte sich dies in auffälliger Weise. Colbert holte Chris Licht als neuen Showrunner und verstärkte den Anteil an politischer Satire in seiner Sendung. Er kritisierte die neue Regierung in teils sehr scharfer Form und traf damit den Geschmack des Publikums: Im Februar 2017 erreichte er regelmäßig knapp über drei Millionen Zuschauer und übertraf damit erstmals Fallon. Im März 2019 hatte sich der Abstand zwischen den beiden vergrößert, und Colberts Show wurde von durchschnittlich 3,8 Millionen Zuschauern gesehen, während Fallon auf ein Publikum von etwa 2,5 Millionen kam. 2017 moderierte Colbert die Preisverleihung der Emmys. In seinem Eingangsmonolog widmete Colbert einen nicht unerheblichen Teil der Zeit Witzen über Trump.
Im Juli 2025 kündigte der Sender CBS an, die Late Show with Stephen Colbert im Mai 2026 zu beenden. Offiziell wurden dafür finanzielle Gründe genannt. Beobachter vermuten aber, dass Paramount, der Mutterkonzern von CBS, mit der Absetzung der Late Show die notwendige Zustimmung der Trump-Regierung zu einem Besitzerwechsel erkaufen möchte. Trump persönlich äußerte sich auf seiner eigenen Social-Media-Plattform erfreut über das Ende der Show. CBS stritt Zusammenhänge mit geschäftlichen Plänen von Paramount dagegen ab. Zahlreiche andere Late-Night-Show-Moderatoren solidarisierten sich mit Colbert.

## Politik
Colbert registrierte sich 2008 als demokratischer Bewerber für die Gouverneurswahlen in South Carolina, wobei er sich trotz seiner TV-Rolle als extremistischer Republikaner für die Demokraten entschied – angeblich, weil die Bewerbungsgebühr bei den Republikanern wesentlich höher war. Außerdem trat er als sachverständiger Zeuge bei einer Senatsanhörung 2010 über die Situation von illegalen Arbeitern in der Landwirtschaft auf. Beide Auftritte galten als satirische Aktionen.
2010 war Colbert einer der Organisatoren der Rally to Restore Sanity and/or Fear (Kundgebung zur Wiederherstellung der geistigen Gesundheit und/oder Furcht), die in Washington D.C. stattfand und eine satirische Gegenbewegung zu Glenn Becks populistischer Restoring Honor rally darstellen sollte.
Mitte 2011 trat Colbert in die Politik ein und gründete eine Lobbyorganisation vom Typ eines Super Political Action Committees mit dem Namen Americans for a Better Tomorrow, Tomorrow (etwa: Amerikaner für eine bessere Zukunft, in der Zukunft). Ein Super PAC kann legal Spenden in beliebiger Höhe von Einzelpersonen und Kapitalgesellschaften entgegennehmen, ohne dass die Herkunft offengelegt werden muss. Später kam ein zweites Super PAC hinzu. Mittels dieser Organisationen finanzierte er Wahlkampf-TV-Spots während der Primaries in Iowa, rief indirekt zur Wahl eines republikanischen Politikers auf, dessen Kandidatur zu diesem Zeitpunkt noch nicht offiziell war und der sich schließlich nicht zur Wahl stellte, und verlangte gegen das Angebot einer großzügigen Spende an die Republikanische Partei, dass deren Wahlkongress nach ihm benannt werden solle.
Alle diese Aktivitäten begleitete er ausführlich in seiner Show und legte damit den Zuschauern die Möglichkeiten der Wahlkampffinanzierung und Manipulation offen. Colbert: „Das Verfahren der Super PACs ist zu 100% legal und zu mindestens 10% moralisch.“ Als Geldgeber im Hintergrund gilt Mark Cuban, Unternehmer und Eigentümer der Basketballmannschaft Dallas Mavericks. Seine Beteiligung ist aber nicht offiziell bestätigt worden und die Idee hinter den Aktivitäten ist gerade, „dass wir es nie wissen werden.“
Für den Fall einer Präsidentschaftskandidatur, die Colbert als Möglichkeit präsentierte, übertrug er im Januar 2012 die Leitung seiner beiden SuperPACs an Jon Stewart, um der gesetzlich vorgeschriebenen Unabhängigkeit der PACs von Kandidaten nachzukommen.

## Trivia

Das Colbert-Emoji

- Die On-Line Encyclopedia of Integer Sequences listet Colbert Numbers als die Zahlenfolge der Primzahlen, die im Rahmen das Projektes Seventeen or Bust gefunden wurden und über eine Million Stellen haben.[21] Die Zahlen wurden so benannt, um Stephen Colbert zu ehren.[22]

- Das Colbert-Emoji (Code U+1F928), das durch eine angehobene linke Augenbraue gekennzeichnet ist, ist nach Stephen Colbert benannt.[23][24]

## Rollenübersicht

### Schauspiel
| Jahr      | Titel                                          | Originaltitel                                  | Rolle                             | Medium       | Anmerkungen                                                                                            |
| --------- | ---------------------------------------------- | ---------------------------------------------- | --------------------------------- | ------------ | --- |
| 1993      | Missing Persons                                | Missing Persons                                | Chet Davies                       | Fernsehserie | Folge Cabe... What Kind of Name Is That?                                                               |
| 1995–1996 | Exit 57                                        | Exit 57                                        | verschiedene                      | Fernsehserie | 12 Folgen; auch Ko-Entwickler und Autor                                                                |
| 1996      | The Dana Carvey Show                           | The Dana Carvey Show                           | verschiedene                      | Fernsehserie | 8 Folgen; auch Autor                                                                                   |
| 1996      | Spin City                                      | Spin City                                      | Frank                             | Fernsehserie | Folge The Competition                                                                                  |
| 1997      | Apartment 2F                                   | Apartment 2F                                   | verschiedene                      | Fernsehserie | Folge 1.6                                                                                              |
| 1997      | Shock Asylum                                   | Shock Asylum                                   | Dr. Dewalt                        | Kurzfilm     | |
| 1997–2005 | The Daily Show                                 | The Daily Show                                 | „Stephen Colbert“ (Kunstfigur)    | Fernsehserie | Auftritt als Korrespondent; 1316 Folgen; auch Autor                                                    |
| 1999      | Late Night with Conan O’Brien                  | Late Night with Conan O’Brien                  | Violinist                         | Fernsehshow  | Folge 1144                                                                                             |
| 1999      | Random Play                                    | Random Play                                    | verschiedene                      | Fernsehserie | 2 Folgen                                                                                               |
| 1999–2000 | Strangers with Candy                           | Strangers with Candy                           | Chuck Noblet                      | Fernsehserie | 30 Folgen; auch Ko-Entwickler, Executive Producer und Autor                                            |
| 2003      | Nobody Knows Anything!                         | Nobody Knows Anything!                         | Fernseh-Nachrichtensprecher       | Kinofilm     | |
| 2004      | Curb Your Enthusiasm                           | Curb Your Enthusiasm                           | Tourist Man                       | Fernsehserie | Folge Opening Night                                                                                    |
| 2004      | Criminal Intent – Verbrechen im Visier         | Law & Order: Criminal Intent                   | James Bennett                     | Fernsehserie | Folge 3.16 Der Heilige (OT The Saint)                                                                  |
| 2005      | All-Star Alphabet                              | All-Star Alphabet                              | The letter ‘Z’                    | Fernsehfilm  | Sonderfolge der Sesamstraße                                                                            |
| 2005      | The Great New Wonderful                        | The Great New Wonderful                        | Mr. Peersall                      | Kinofilm     | |
| 2005      | Verliebt in eine Hexe                          | Bewitched                                      | Stu Robison                       | Kinofilm     | |
| 2006      | Strangers with Candy                           | Strangers with Candy                           | Chuck Noblet                      | Kinofilm     | auch Autor und Produzent                                                                               |
| 2008      | A Colbert Christmas: The Greatest Gift of All! | A Colbert Christmas: The Greatest Gift of All! | „Stephen Colbert“ (Kunstfigur)    | Fernsehfilm  | Sonderfolge des Colbert Report                                                                         |
| 2008      | Der Love Guru                                  | The Love Guru                                  | Jay Kell (Hockey-Stadionsprecher) | Kinofilm     | |
| 2011      | Company                                        | Company                                        | Harry                             | Theater      | Musical von Stephen Sondheim, Inszenierung am Lincoln Center ( NYC) mit den New Yorker Philharmonikern |
| 2012      | Das Büro                                       | The Office (US)                                | Broccoli Rob                      | Fernsehserie | Folge 9.05 Here Comes Treble                                                                           |
| 2013      | Alpha House                                    | Alpha House                                    | „Stephen Colbert“ (Kunstfigur)    | Fernsehserie | Folge Pilot                                                                                            |
| 2013      | Der Hobbit: Smaugs Einöde                      | The Hobbit: The Desolation of Smaug            | Lake-town Spion                   | Kinofilm     | Cameo-Auftritt                                                                                         |
| 2014      | @midnight                                      | @midnight                                      | „Stephen Colbert“ (Kunstfigur)    | Fernsehserie | Folge 156                                                                                              |
| 2015      | House of Cards                                 | House of Cards                                 | „Stephen Colbert“ (Kunstfigur)    | Fernsehserie | Folge Chapter 27                                                                                       |
| 2015      | The Mindy Project                              | The Mindy Project                              | Pater Michael O’Donnell           | Fernsehserie | Folge Confessions of a Catho-holic                                                                     |
| 2017      | At Home with Amy Sedaris                       | At Home with Amy Sedaris                       | er selbst                         | Fernsehserie | Folge Gift Giving                                                                                      |
| 2017      | Too Funny to Fail                              | Too Funny to Fail                              | er selbst                         | Hulu (VOD)   | Dokumentarfilm                                                                                         |

### Synchronisation
| Jahr      | Titel                           | Rolle                                                          | Medium       | Anmerkungen                                                                                             |
| --------- | ------------------------------- | -------------------------------------------------------------- | ------------ | --- |
| 1996–2011 | Saturday Night Live             | Ace, Dr. Brainio                                               | Fernsehshow  | 14 Folgen; auch Autor                                                                                   |
| 1997      | The Chris Rock Show             | Stadionsprecher                                                | Fernsehserie | Folge 1.5                                                                                               |
| 2001–2007 | Harvey Birdman, Attorney at Law | Phil Ken Sebben, Myron Reducto, verschiedene Stimmen           | Fernsehserie | 34 Folgen                                                                                               |
| 2002      | Crank Yankers                   | Rob                                                            | Fernsehserie | Folge 1.01                                                                                              |
| 2004      | The Wrong Coast                 | verschiedene                                                   | Fernsehserie | 2 Folgen                                                                                                |
| 2004–2015 | The Venture Bros.               | Professor Richard Impossible (voice)                           | 3 Folgen     | |
| 2005      | Outlaw Tennis                   | Stadionsprecher                                                | Videospiel   | |
| 2005      | American Dad!                   | Dr. Dandliker                                                  | Fernsehserie | Folge All About Steve                                                                                   |
| 2007      | The Simpsons                    | Colby Krause                                                   | Fernsehserie | Folge 19.01 Die unglaubliche Reise in einem verrückten Privatflugzeug (OT He Loves to Fly and He D’ohs) |
| 2009      | Monsters vs. Aliens             | President Hathaway                                             | Kinofilm     | |
| 2014      | Mr. Peabody & Sherman           | Paul Peterson                                                  | Kinofilm     | |
| 2014–2015 | BoJack Horseman                 | Mr. Witherspoon                                                | Fernsehserie | 2 Folgen                                                                                                |
| 2015      | Rick and Morty                  | Zeep Xanflorp                                                  | Fernsehserie | Folge The Ricks Must Be Crazy                                                                           |
| 2018      | Our Cartoon President           | Sergeant at Arms of the United States House of Representatives | Fernsehserie | 1 Folge; auch Ko-Entwickler, Executive Producer und Autor                                               |

### Moderation
| Jahr       | Titel                               | Auftritt als                   | Anmerkungen                                                                 |
| ---------- | ----------------------------------- | ------------------------------ | --------------------------------------------------------------------------- |
| 2005–2014  | The Colbert Report                  | „Stephen Colbert“ (Kunstfigur) | Fernsehserie; 1447 Folgen; auch Ko-Entwickler, Executive Producer und Autor |
| 2006       | White House Correspondents’ Dinner  | „Stephen Colbert“ (Kunstfigur) | Fernsehausstrahlung                                                         |
| 2010       | Rally to Restore Sanity and/or Fear | „Stephen Colbert“ (Kunstfigur) | Fernsehausstrahlung                                                         |
| 2014       | 37th Kennedy Center Honors          | er selbst                      | Preisverleihung, Fernsehausstrahlung                                        |
| 2015       | 38th Kennedy Center Honors          | er selbst                      | Preisverleihung, Fernsehausstrahlung                                        |
| 2015–heute | The Late Show with Stephen Colbert  | er selbst                      | auch Executive Producer und Autor                                           |
| 2016       | 39th Kennedy Center Honors          | er selbst                      | Preisverleihung, Fernsehausstrahlung                                        |
| 2017       | 69th Primetime Emmy Awards          | er selbst                      | Preisverleihung, Fernsehausstrahlung                                        |
| 2019       | Star Wars Celebration Chicago       | er selbst                      | Panel zu Star Wars: Der Aufstieg Skywalkers                                 |

## Veröffentlichungen
- mit Amy Sedaris und Paul Dinello: Wigfield. The Can-Do Town That Just May Not. Hyperion, New York 2003, ISBN 978-0-7868-6812-4.
- I Am America (And So Can You!). Grand Central Publishing, New York 2007, ISBN 978-0-446-58050-2.
- America Again: Re-becoming the Greatness We Never Weren't. Grand Central Publishing, New York 2012, ISBN 978-0-446-58397-8.
- I Am a Pole (And So Can You!). Grand Central Publishing, New York 2012, ISBN 978-1-4555-2342-9.
- mit The Staff of The Late Show with Stephen Colbert: Stephen Colbert's Midnight Confessions. Simon & Schuster, New York 2017, ISBN 978-1-5011-6900-7.
- mit The Staff of The Late Show with Stephen Colbert: Whose Boat Is This Boat. Comments That Don't Help in the Aftermath of a Hurricane. Simon & Schuster, 2018, ISBN 978-1-9821-2108-2.